# Vignole
Vignole (También Le Vignole) es una isla en la laguna de Venecia, el norte de Italia, con una superficie aproximada de 69,20 hectáreas. Se encuentra al noroeste de Venecia, entre las islas Sant'Erasmo y La Certosa. En realidad, Vignole está formado por dos islas distintas, conectadas por un puente.
Históricamente, la isla fue utilizada por los romanos y los venecianos como lugar de vacaciones. 
En el siglo séptimo se construyó la iglesia dedicada a San Juan Bautista y San Cristina. Algunos puntos de interés incluyen la iglesia de San Eurosia, flanqueada por un pequeño campanario.